# Мост Аза
Мост Аза (азерб. Aza körpüsü) — исторический архитектурный памятник, мост, построенный во времена Сефевидов в селе Азадкенд Ордубадского района Азербайджана.
Постановлением Кабинета министров Азербайджанской Республики № 132 от 2 августа 2001 года включён в список недвижимых исторических и культурных памятников местного значения. Постановлением №98 Кабинета министров Нахичеванской Автономной Республики от 21 ноября 2007 года внесён в список архитектурных памятников республиканского значения.

## История и конструкция
Мост Аза был построен в XVII веке на реке Гиланчай в селе Азадкенд Ордубадского района. Длина моста, соединяющего селения Азадкенд и Даркенд, составляет 46 погонных метров, а ширина — 3,5 м. Мост с пятью пролётами построен из местного красноватого тёсаного горного камня. При постройке моста были приняты во внимание особенности местности, поэтому расстояние между арками разного размера. В четырёх арках имеется волнорез. Мост был построен во времена правления шаха Аббаса I из династии Сефевидов с целью облегчения движения торговых караванов, передвигавшихся по Великому шёлковому пути с востока на запад и обратно.
После восстановления независимости Азербайджана, постановлением № 132 Кабинета министров Азербайджанской Республики от 2 августа 2001 года мост был включён в список недвижимых памятников истории и культуры местного значения. В разные периоды мост подвергался разрушениям в результате стихийных бедствий катастроф и некоторых исторических событий. Поскольку сильное наводнение разрушило часть моста, в 1997 году он был капитально отреставрирован.
Постановлением №98 Кабинета министров Нахчыванской Автономной Республики от 21 ноября 2007 года внесён в список архитектурных памятников республиканского значения.
Мост пригоден для эксплуатации. Жители и транспортные средства, направляющиеся из Нахчывана и Ордубада в село Азадкенд, пользуются этим мостом.